# Invasions mongoles de l'île de Sakhaline

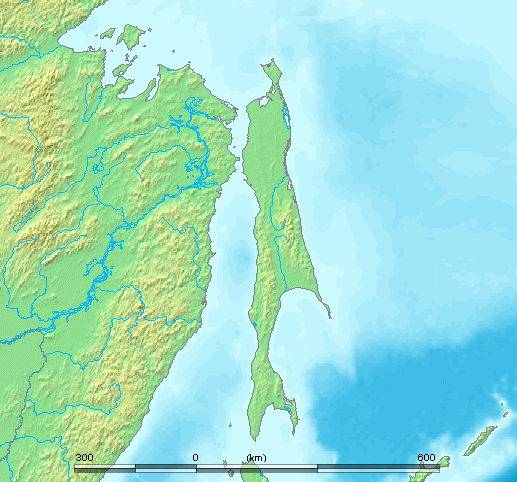
Sakhaline et ses environs

De 1264 à 1308, l’Empire mongol multiplie les incursions dans l’île de Sakhaline, située au large de la côte est de la Sibérie, pour aider ses alliés Nivkhes contre les Aïnous, qui s’étendent vers le nord depuis Hokkaido. Les Aïnous opposent une résistance tenace, allant même jusqu'à lancer une contre-attaque sur les positions mongoles du continent à travers le détroit de Tatarie en 1297, avant de capituler devant la dynastie mongole Yuan en 1308.

## Contexte

### Les peuples de Sakhaline

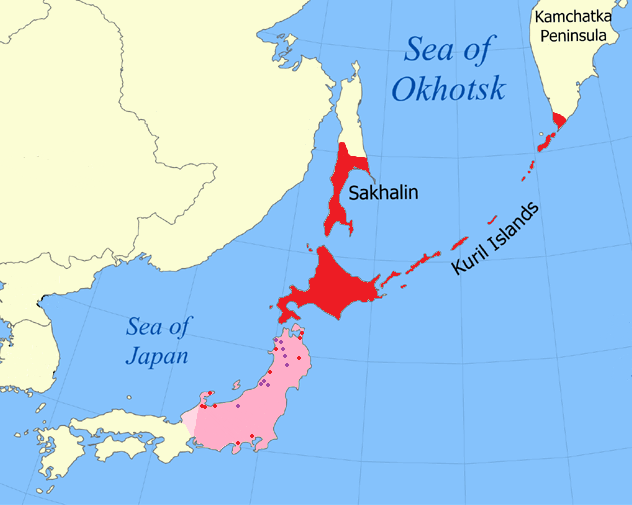
Répartition des Aïnous en Asie

On pense que le peuple des Nivkhes est le descendant d'une population autochtone qui habitait l'île de Sakhaline depuis le Néolithique. Au VIe siècle, une confluence de la culture Koryak au nord, de la culture d'Heishui Mohe à l’ouest et de la culture autochtone néolithique de Sakhaline a donné naissance à la culture d'Okhotsk, caractérisée par la pêche, la chasse aux mammifères marins, l'élevage de porcs et la poterie. Cette culture s’est développée rapidement au VIIe siècle à partir de Sakhaline : au nord, elle s’est étendue jusqu'aux îles Kouriles et au sud jusqu'à la pointe sud de la péninsule du Kamtchatka. Elle traverse le détroit de La Pérouse et rencontre la culture Satsumon sur les rives nord de Hokkaido. Les Nivkhes, étant la population dominante de Sakhaline avant le XIIe siècle, seraient les héritiers de la culture d'Okhotsk. Ils sont connus dans les sources chinoises sous le nom de Jiliemi (迷), qui a été russifié sous le nom de Gilyak à l’ère moderne et renommé plus tard en endonyme Nivkhes dans les années 1930.
À la suite de l’expansion du peuple Yamato vers le nord, à Honshu, à partir du VIIe siècle de notre ère, les Emishi ont été lentement assimilés à la culture japonaise dominante ou repoussés plus au nord sur l’île d'Hokkaido. L'afflux de migrants venant de Honshu vers Hokkaido a donné naissance à la culture Satsumon à Hokkaido, qui a propagé l'agriculture dans toute l'île, à l'exception de la côte de la mer d'Okhotsk faisant face à Sakhaline, qui est restée sous l'influence de la culture d'Okhotsk. Finalement, la pression démographique et le besoin de terres agricoles poussèrent les Satsumon, identifiés comme les précurseurs du peuple Aïnous, à entrer dans une guerre avec les Okhotsk du Xe au XIe siècle, provoquant le repli de ces derniers sur l’île de Sakhaline. Les conflits de cette période se reflétaient dans les traditions orales yukar des Aïnous du nord de Hokkaido, dans lesquelles les héros du « peuple de la terre » (yaunkur) avaient préséance sur le « peuple de la mer » (repunkur). Les Aïnous ont ensuite envahi le sud de Sakhaline du XIe siècle au XIIe siècle, laissant derrière eux des traditions orales racontant comment les Aïnous ont vaincu les Tonchi (probablement les Nivkhes) et les ont fait fuir vers le nord par bateau. Ainsi, les Aïnous se sont installés dans le sud de Sakhaline, tandis que les Nivkhes se sont cantonnés au nord de l'île et aux environs de l'estuaire de l'Amour, sur le continent.

### Intérêts mongols en Asie du Nord-Est
Dans le cadre de la conquête mongole de la dynastie Jurchens des Jin et des Xia orientaux, les Mongols prennent le contrôle politique de la Mandchourie en 1233. En réaction aux raids des peuples Nivkhes et Oudihés, les Mongols établissent un poste administratif à Nurgan (Tyr, Russie) à la jonction des fleuves Amour et Amgoun en 1263, obligeant les deux peuples à se soumettre. Les Mongols sont motivés par leur vision du monde selon laquelle le ciel leur a conféré le droit de gouverner le monde entier. Les peuples encore invaincus sont donc automatiquement des rebelles dont la conquête militaire est justifiée par avance. Les Mongols sont également en train d’intégrer le système chinois de tribus à leurs moyens d'action politiques et commerciaux: ils peuvent gérer les relations avec les peuples périphériques de l’Asie du Nord-Est tout en veillant à ce que les biens de la région soient disponibles en tant que marchandises commerciales. Les fourrures de zibeline provenant de l’Amour et de Sakhaline, par exemple, sont particulièrement recherchées par la classe supérieure sino-mongole de l’époque. Du point de vue des Nivkhes, leur reddition aux Mongols constitue essentiellement une alliance militaire contre les Aïnous qui ont envahi leurs terres.
En outre, certains chercheurs japonais attribuent une autre motivation aux Mongols en ce qui concerne leur assujettissement de Sakhaline. Appelant ces expéditions militaires une « invasion mongole depuis le nord » (ら 蒙古), les partisans de cette théorie relient les événements de Sakhaline aux tentatives d'invasions mongoles du Japon qui ont lieu à la même époque, et pensent que les Mongols sont aussi intéressés une route du nord permettant de rejoindre le Japon à travers la Mandchourie et Sakhaline. Pour les partisans de cette théorie, les Mongols auraient eu comme plan de naviguer vers le sud depuis Sakhaline jusqu'à Hokkaido et d'envahir Honshu à partir de là. Cependant, aucun document historique ni aucune carte de cette période ne révèle une connaissance géographique permettant aux Mongols de savoir que Sakhaline se situerait à proximité du Japon, de sorte que la théorie voulant qu'ils désiraient utiliser l’île comme point d'entrée vers le Japon reste douteuse.

## Conflits

### Expéditions à Sakhaline (1264-1286)

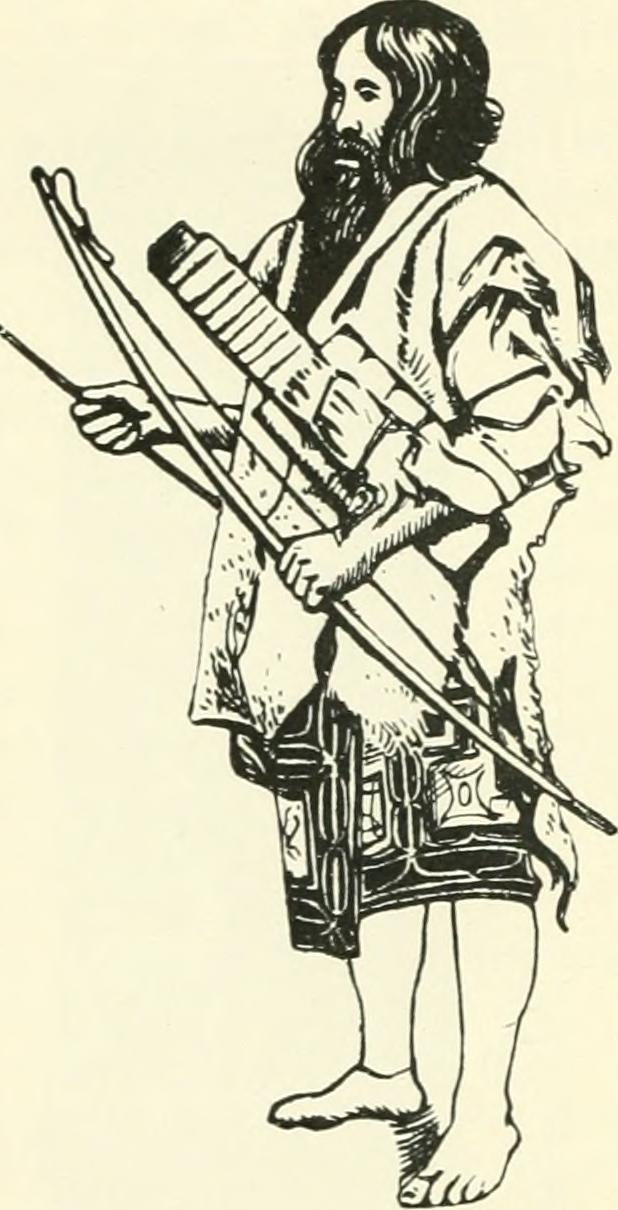
Homme d'une tribu aïnoue avec arc et flèche. Les Aïnous auraient utilisé des arcs en bois et des flèches empoisonnées dans leurs récits chinois.

Peu de temps après avoir reçu la reddition des Nivkhes, les Mongols obtiennent des informations selon lesquelles leurs nouveaux vassaux sont envahis chaque année par les peuples de l'est, à savoir les Guwei (骨 嵬) et les Yiliyu (里 于), "Guwei" étant le nom que les Nivhk utilisent alors pour désigner le peuple Aïnou, tandis que "Yiliyu", qui signifie "cerf" dans les langues toungouses, pouvant désigner n'importe lequel des peuples toungouses comme les ancêtres des Uilta de Sakhaline. Les Mongols attaquent les Aïnou de Sakhaline le 30 novembre 1264, mais ces derniers reviennent l'année suivante pour attaquer les Nivkhes, tuant certains de leurs guerriers. Cette fois, cependant, les Mongols envoient seulement des vivres et des armes.
Après l'établissement officiel de la dynastie mongole Yuan en Chine en 1271, Taxiala (匣 剌) de l'armée expéditionnaire mongole de l'Est tente d'envahir Sakhaline en 1272 et 1273, mais il ne parvient pas à traverser le détroit où le mauvais temps fait rage. Cherchant les conseils des habitants de l’Udege, des environs de Nurgan, Taxiala apprend qu’il doit attendre que le détroit gèle en hiver, pour pouvoir faire passer son armée à travers la glace en direction de Sakhaline, où il trouverait les terres des Nivkhes et des Aïnous. Cela est certainement possible puisque le détroit est d'une largeur d'environ 7 km à son point le plus étroit, et que les Aïnous et Nivkhes agissent ainsi depuis longtemps. Ainsi informé de la marche à suivre, Taxiala demande à la Cour Yuan de pouvoir lancer une autre expédition contre les Aïnous en 1273, mais sa demande est rejetée. Cependant, les Mongols semblent avoir compris la leçon, car les expédidtions mongoles suivantes à destination de Sakhaline ont toutes lieu pendant les mois d'hiver.
La trace suivante d'une invasion visant les Aïnous date de 1282, lorsque des Jurchens sous domination mongole sont envoyés pour aider à l'effort de guerre en fabriquant des bateaux pour acheminer des fournitures par la voie maritime. En 1284, une expédition mongole est reportée de septembre à novembre par crainte que le mauvais temps ne fasse couler les bateaux de ravitaillement. À la suite de cette campagne, les Mongols envoient de grandes armées pouvant atteindre 10 000 hommes pour les expéditions de 1285 et 1286. Dirigées par Tata'erdai (塔塔兒 帶) et Yangwuludai (兀 魯), ces expéditions traversent la mer a bord de 1000 petits bateaux transportant 10 hommes chacun. À en juger par la population relativement faible des Aïnous de Sakhaline au cours des siècles suivants, il est peu probable que ces derniers aient pu rassembler une force assez importante pour vaincre autant de Mongols en combat sur un terrain découvert. Les armées mongoles auraient apparemment atteint la pointe sud de Sakhaline à ce moment-là, puisque des remparts d'un fort sino-mongol datant du XIIIe siècle ont été découverts au cap Crillon. Les remparts, appelés travaux de terrassement de Shiranushi (白 土 城) par les archéologues japonais, très différents de ceux des Aïnous chashi, constituent l'unique fortification de type continental trouvée à Sakhaline. Le chercheur japonais Kazuyuki Nakamura estime que le site de Shiranushi devrait être identifié comme étant le fort de Guohuo (夥) mentionné dans le Jingshi Dadian (世 大典, Compendium pour gouverner le monde) des Yuan, et qu'il a été construit par Les Mongols pour endiguer les invasions Aïnou provenant d'Hokkaido.

### La contre-attaque des Aïnous et la fin du conflit (1287–1308)
Pour soutenir les campagnes continuelles sur l'ile de Sakhaline, les Mongols établissent des colonies militaro-agricoles près de l'estuaire de l'Amour vers 1285, les peuplant d'exilés chinois "Han" de la dynastie Song nouvellement éteinte. Cela n'a cependant pas duré longtemps, car la rébellion du prince mongol Nayan en Mandchourie force ces troupes à se retirer de la région de l'Amour en 1287. Peut-être en raison de la diminution de l'influence mongole dans la région, deux Nivkhes, auparavant officiers (百戶) dans l'armée mongole, font défection au profit des Aïnous en 1296, et l'année suivante une force Aïnous commandées par le chef Waying (瓦) traverse le détroit sur des bateaux Nivkhes et attaque des colonies mongoles sur le continent. Les Nivkhes restés fidèles aux Mongols avertissent ces derniers que les Aïnous prévoient de traverser la mer de Guohuo lorsque la mer serait gelée et qu'ils vont attaquer les fauconniers de l'estuaire de l'Amour. Ces fauconniers, dont certains sont Nivkhes, sont ciblés par les raids Aïnous pour leurs faucons - les plumes sont alors un produit commercial exotique et cher - et pour leurs approvisionnements en provenance de Chine en raison de leur statut d’esclaves de la cour impériale mongole. Ainsi avertis, lorsque les Aïnous envahissent l'estuaire de l'Amour au milieu de 1297, les Mongols les rattrapent et leur infligent une cuisante défaite près du lac Kizi.
Les Aïnous auraient effectué un autre raid sur le continent en 1305, en réussissant à échapper à l'armée mongole. En 1308, les chefs Aïnous Waying et Yushannu (善 奴) font savoir aux Mongols, par intermédiaire des Nivkhes, qu'ils souhaitent se rendre. Les Aïnous envoient un ambassadeur à Nurgan avec des cadeaux, dont des épées et des armures, et promettent de payer un tribut composé de fourrures chaque année. Dès lors, la guerre entre les Aïnous et les Mongols est terminée.

## Conséquences
C'est avec les invasions mongoles que l'influence chinoise s'est étendue directement pour la première fois à l’île de Sakhaline. Même avant la fin des hostilités, les Aïnous et les peuples de la région de l'Amour avaient vendu en secret leurs précieuses fourrures, avec la connivence des fonctionnaires mongols présents à Nurgan. Peu de temps après la reddition des Aïnous, les aînés de ce peuple ont visité les postes de garde Yuan situés à Wuliehe (dans le bassin de la rivière Tym), à Nanghar (à proximité de Langry) et à Boluohe ( Por 河; rivière Poronaï) pour y verser le tribut promis, et ont reçu des cadeaux en retour, faisant de la présentation d'un tribut une forme de commerce. Le centre du commerce du nord s'est progressivement déplacé vers les postes chinois de l'estuaire de l'Amour et de Sakhaline à la suite des conquêtes mongoles, et l’île de Sakhaline elle-même devint un canal d'échanges commerciaux entre l'empire mongol en Eurasie continentale et l'archipel japonais. Les Mongols se retirent de Sakhaline après 1320, et le commerce lié aux tribus de Sakhaline et du bassin de l' Amour a cessé au milieu du XIVe siècle, lorsque la dynastie Yuan a commencé a décliner. Les Chinois de la dynastie Ming ont rétabli la présence chinoise dans la région en 1409 et ont reçu des tributs des Nivkhes et des Aïnous jusqu'à la fin du XVe siècle. Indépendamment de la situation politique, un réseau commercial reliant la Mandchourie, le Japon et le Kamtchatka et centré sur l’île de Sakhaline a perduré jusqu'au XVIIIe siècle.
La paix mongole a mis fin aux conflits entre les Nivkhes et les Aïnous, les seconds restant au sud de Sakhaline, laissant le nord aux premiers. L'hostilité a fait place à une relation caractérisée par les mariages mixtes, les échanges commerciaux et les échanges culturels entre les deux peuples. Un certain nombre d'éléments culturels importants qui sont devenus les marques distinctives de la culture aïnou moderne, y compris la cérémonie de l'ours iomante, ont été repris de la culture d'Okhotsk véhiculée par les Nivkhes. Pour les Nivkhes, l’intérêt croissant porté au commerce a conduit à la montée en puissance d'une nouvelle culture Nivkhe, aux dépens de la culture d’origine d’Okhotsk : alors que les rituels impliquant des orques et des ours demeuraient, d’autres caractéristiques culturelles, comme la poterie, disparaissaient.
La paix entre les Nivkhes et les Aïnous de Sakhaline, ainsi que la présence mongole sur l’île, signifiaient également que les Aïnous d'Hokkaido ne pouvaient plus migrer librement vers Sakhaline par le détroit de La Pérouse comme ils l'avaient fait au fil des siècles. La pression démographique qui avait poussé les Aïnous à aller plus au nord ne pouvant plus être régulée par les migrations, la réaction qui en a résulté en direction du sud a provoqué une multiplication des conflits entre les Aïnous et les Japonais. À l'époque des invasions mongoles de Sakhaline, les Aïnous de Tsugaru se soulevèrent contre le puissant clan Andō (安東氏) du nord du Japon lors d'une guerre qui dura de 1268 à 1328 et qui est connue sous le nom de rébellion d'Ezo (蝦 夷 大乱). Cette guerre a été décrite par le moine bouddhiste japonais Nichiren, qui vécut au XIIe siècle, comme une catastrophe du même niveau que l'invasion mongole du Japon en 1274 et 1281. Elle a causé la fragmentation du clan Andō et pourrait même avoir contribué à la chute du shogunat de Kamakura, alors au pouvoir au Japon. 
Bien que la cause communément admise de la guerre soit les désaccords commerciaux et les différences religieuses entre les Aïnous et les Andō, les actions mongoles à Sakhaline ont pu contribuer à la naissance et à l’amplification du conflit. 
La prétendue « invasion mongole du Japon par le nord » était donc tout au plus indirecte, de l'avis de Kazuyuki Nakamura.

## Lectures complémentaires
- (en) Kikuchi, « The Ainu and Early Commerce in the Sea of Okhotsk », nippon.com, 28 février 2012